# Sportplatz Donaufeld
Der Sportplatz Donaufeld, auch Donaufelderplatz genannt, ist ein Fußballstadion im 21. Wiener Gemeindebezirk Floridsdorf, Österreich. Es ist seit 1965 die Heimspielstätte des Fußballvereins SR Donaufeld Wien im gleichnamigen Ortsteil und zusätzlich der Danube Dragons (American Football, seit 2018). Der Donaufelderplatz bietet 4500 Plätze, von denen 3500 im Spielbetrieb genutzt werden können. Neben dem Sportplatz Donaufeld befindet sich noch ein Kunstrasenplatz mit 500 Plätzen.

## Geschichte
Im November 1965 übersiedelte der SR Donaufeld Wien vom „alten“ Donaufelderplatz am Ringelseeplatz auf das neue Areal an der Ecke Fultonstraße/Nordmanngasse. Die von der Gemeinde Wien errichtete Anlage nach Plänen des Ex-Fußballspielers Gerhard Hanappi umfasste ein Hauptspielfeld und einen Trainingsplatz, welche parallel zur Fultonstraße und dem alten Kabinentrakt führten. In der Mitte beider Fußballfelder gab es einen Erdwall mit einigen Holzbänken auf der Seite des Hauptspielfeldes.
1992 musste die Böschung weichen und es wurde eine Sitzplatztribüne für 1250 Personen errichtet. Im Laufe der 1990er Jahre wurde dann der Trainingsplatz um 90° gedreht und es entstanden zwei Fußballfelder: ein Kunstrasenplatz sowie ein herkömmlicher Rasenplatz.
2014 wurde der neue Kabinentrakt an der Nordseite des Hauptspielfeldes errichtet. Die alten Kabinen dienen seit 2018 als Fitnessstudio für die Footballer der Danube Dragons, die sich hier 2018 ansiedelten. Hauptnutzung der Sportanlage sind die Spiele des SR Donaufeld in der Wiener Stadtliga und deren Nachwuchsmannschaften sowie die Spiele der Danube Dragons im Rahmen der Austrian Football League.
Rekordzuschauerzahl: 4000 (Donaufeld gegen Favoritner AC 0:0, 21. Juli 1991, 2. Division)
Das 41. Finale der Sparkasse Schülerliga fand 2016 ebenfalls am Donaufelderplatz statt.